# أبابيل (فلم)
أبابيل هو فيلم تاريخي-مصري، من إخراج وليد ساري وتأليف أحمد زايد. الفيلم من بطولة محمد حفظي ومحمد عبد الناصر ونور الشرقاوي وحماده الجلاد وسامى فرحات. صدر الفيلم في 13 أكتوبر 2014 في مصر.

## ملخص القصة
يدور الفيلم الوثائقي الذي صنع بتمويل ذاتي من مجموعة المؤرخين 73 حول حقيقة الضربة الجوية في حرب السادس من أكتوبر 1973، مع توضيح للدور الحقيقي للرئيس السابق (مبارك) فيها.

## الممثلين
- محمد حفظي بدور الجواهرجى
- محمد عبد الناصر بدور قائد مقاتلات ميج 17
- نور الشرقاوي بدور عاطف السادات
- حماده الجلاد بدور صبحى الشيخ
- سامى فرحات بدور محمد حسنى مبارك

## وصلات خارجية
- مقالات تستعمل روابط فنية بلا صلة مع ويكي بيانات
- صفحة الفيلم على موقع السينما العربية
- صفحة الفيلم على موقع الفيلم